# Baita He
Baita He (kinesiska: 白塔河) är ett vattendrag i Kina. Det ligger i provinsen Anhui, i den östra delen av landet, omkring 200 kilometer nordost om provinshuvudstaden Hefei.
Genomsnittlig årsnederbörd är 1 294 millimeter. Den regnigaste månaden är juli, med i genomsnitt 289 mm nederbörd, och den torraste är december, med 30 mm nederbörd.